# Герб Актау
Герб Актау (каз. Ақтау қаласының елтаңбасы) — официальный символ города Актау, Казахстан. С небольшими изменениями используется с 1973 года.

## Описание
Герб представляет собой французский щит. Герб разделен на 5 частей.
Верхняя часть представляет собой прямоугольник, где по всей ширине расположен название города каз. Ақтау и исполнен золотой краской на красном фоне. Остальная часть герба это 4 равных части по осевым линиям. Части по цвету расположены в шахматном порядке, а именно: нижняя левая и верхняя правая с голубым фоном. Каждая из частей имеет свой символ, выполненный золотой краской.
В верхней левой части изображена нефтяная вышка, символ нефти; в нижней левой части — силуэт морского судна, символ того, что город является морским портом; в верхней правой части — ядро атома с орбитами, символ ядерной физики (город был одним из центров атомной энергетики); в нижней правой части — эмблема предприятия города, которая представляется в виде колбы и фрезы (символ химической промышленности и строительных карьеров).

## История
19 декабря 1973 года был утверждён решением № 158 исполкома городского Совета депутатов трудящихся герб города Шевченко (ныне Актау).
Герб города Шевченко был учреждён согласно разработанному ленинградскими архитекторами эскизу — М. Левиным, Ю. Беляковой и А. Лавровым.
В 1991 году город Шевченко изменил название на Актау.
В связи с переименованием города герб также претерпел изменения. В верхней части символа вместо Шевченко появилось новое имя города — Актау. В остальном герб сохранил свой первоначальный вид.
В марте 2015 года акимат города хотел обновить герб в связи с неактуальностью старого герба. Заводы-гиганты уже не работают, а атомный ректор выведен из эксплуатации. Разработать новый герб доверили художнику и дизайнеру Максиму Басманову, но новый герб так и не вышел в свет.